# Liisa Savijarvi
Liisa Savijarvi (ur. 29 grudnia 1963 w Bracebridge) – kanadyjska narciarka alpejska.

## Kariera
W zawodach Pucharu Świata zadebiutowała 2 marca 1980 roku w Mont-Sainte-Anne, gdzie zajęła 57. miejsce w gigancie. Pierwsze punkty wywalczyła 5 marca 1983 roku w Mont-Tremblant, gdzie zajęła trzynaste miejsce w zjeździe. Na podium zawodów tego cyklu pierwszy raz stanęła 29 stycznia 1984 roku w St. Gervais, kończąc rywalizację w kombinacji na trzeciej pozycji. W zawodach tych wyprzedziły ją jedynie Michela Figini ze Szwajcarii i Austriaczka Elisabeth Kirchler. W kolejnych startach jeszcze trzy razy stanęła na podium: 10 stycznia 1986 roku w Badgastein była druga w zjeździe, 2 marca 1986 roku w Furano zwyciężyła w supergigancie, a 16 marca 1986 roku w Vail była trzecia w tej samej konkurencji. W sezonie 1985/1986 zajęła 12. miejsce w klasyfikacji generalnej, drugie w klasyfikacji supergiganta i piąte w klasyfikacji zjazdu.
Wystartowała na igrzyskach olimpijskich w Sarajewie w 1984 roku, gdzie zajęła dziewiąte miejsce w gigancie i osiemnaste miejsce w zjeździe. Była też między innymi dziesiąta w gigancie na mistrzostwach świata w Bormio w 1985 roku oraz szesnasta w zjeździe podczas mistrzostw świata w Crans-Montana dwa lata później.

## Osiągnięcia

### Igrzyska olimpijskie
| Miejsce | Dzień     | Rok  | Miejscowość | Konkurencja | Czas biegu | Strata | Zwyciężczyni     |
| ------- | --------- | ---- | ----------- | ----------- | ---------- | ------ | ---------------- |
| 9.      | 13 lutego | 1984 | Sarajewo    | Gigant      | 2:20,98    | +1,75  | Debbie Armstrong |
| 18.     | 16 lutego | 1984 | Sarajewo    | Zjazd       | 1:13,36    | +1,96  | Michela Figini   |

### Mistrzostwa świata
| Miejsce | Dzień       | Rok  | Miejscowość   | Konkurencja | Czas biegu | Strata      | Zwyciężczyni    |
| ------- | ----------- | ---- | ------------- | ----------- | ---------- | ----------- | --------------- |
| 19.     | 3 lutego    | 1985 | Bormio        | Zjazd       | 1:26,96    | +3,11       | Michela Figini  |
| DNF1    | 4 lutego    | 1985 | Bormio        | Kombinacja  | 18,72 pkt  | -           | Erika Hess      |
| 10.     | 6 lutego    | 1985 | Bormio        | Gigant      | 2:18,53    | +2,14       | Diann Roffe     |
| DNF2    | 9 lutego    | 1985 | Bormio        | Slalom      | 1:29,58    | -           | Perrine Pelen   |
| 30.     | 30 stycznia | 1987 | Crans-Montana | Kombinacja  | 15,32 pkt  | +485,80 pkt | Erika Hess      |
| 16.     | 1 lutego    | 1987 | Crans-Montana | Zjazd       | 1:43,80    | +2,75       | Maria Walliser  |
| 27.     | 3 lutego    | 1987 | Crans-Montana | Supergigant | 1:19,17    | +5,03       | Maria Walliser  |
| DNS2    | 5 lutego    | 1987 | Crans-Montana | Gigant      | 2:21,22    | -           | Vreni Schneider |

### Puchar Świata

#### Miejsca w klasyfikacji generalnej
- sezon 1982/1983: 75.
- sezon 1983/1984: 31.
- sezon 1984/1985: 34.
- sezon 1985/1986: 12.
- sezon 1986/1987: 31.

#### Miejsca na podium
1. St. Gervais – 29 stycznia 1984 (kombinacja) – 3. miejsce
2. Badgastein – 10 stycznia 1986 (zjazd) – 2. miejsce
3. Furano – 2 marca 1986 (supergigant) – 1. miejsce
4. Vail – 16 marca 1986 (supergigant) – 3. miejsce